# Triophtydeus craveni
Triophtydeus craveni är en spindeldjursart som beskrevs av Charles Thorold Wood 1965. Triophtydeus craveni ingår i släktet Triophtydeus, och familjen Meyerellidae. Arten är reproducerande i Sverige.